# Trisetum spicatum
Trisetum spicatum — вид трав'янистих рослин родини Тонконогові (Poaceae). Етимологія: лат. spicatum — із шипами.

## Опис
Це багаторічна трава. Кореневища подовжені. Стебла прямостійні або колінчасто-висхідні, 8–50 см завдовжки. Під суцвіттями стебла волохаті. Листові пластинки 4–10 см завдовжки, 1–3.5 мм шириною. Язичок (лігула) довжиною від 0.8 до 3 мм. Суцвіття — волоть колосоподібна, лінійна або яйцеподібна, 1.5–7.5 см завдовжки, 1–2 см шириною. Колоски довгасті, стиснуті з боків, 4–7.5 мм завдовжки. Сидячі зернівки довжиною від 2.3 до 2.7 міліметрів.

## Поширення
Європа: північна, центральна, південно-західна, південно-східна і східна; Азія помірна й тропічна; Австралія і Нова Зеландія; Північна Америка (Гренландія, Канада, США, Мексика); Південна Америка: (Центральна, Карибський басейн, західна, південна). Введений: субантарктичні острови Кергелен.
Зростає в різних арктичних, альпійських і гористих середовищах проживання.

## Галерея

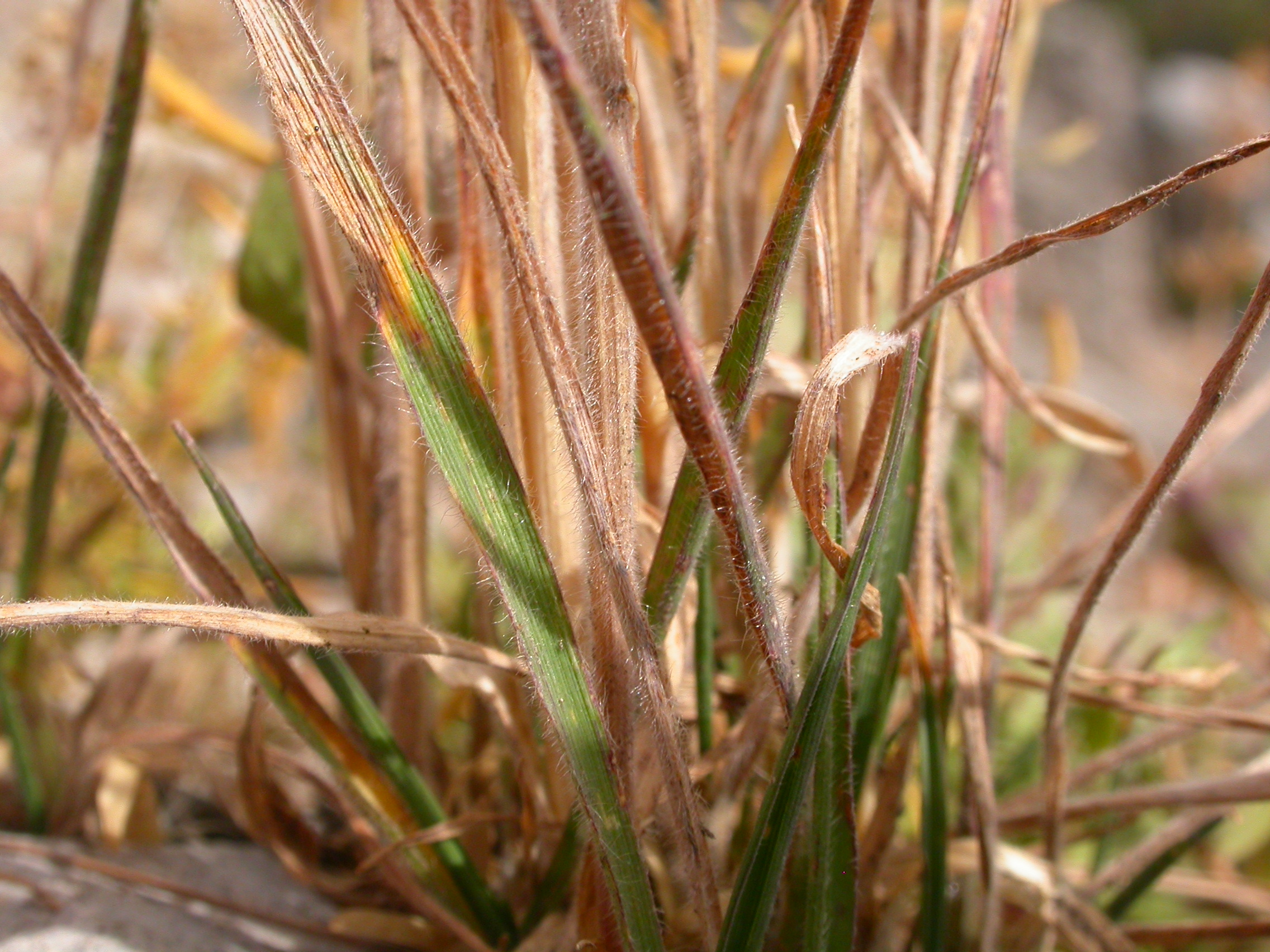
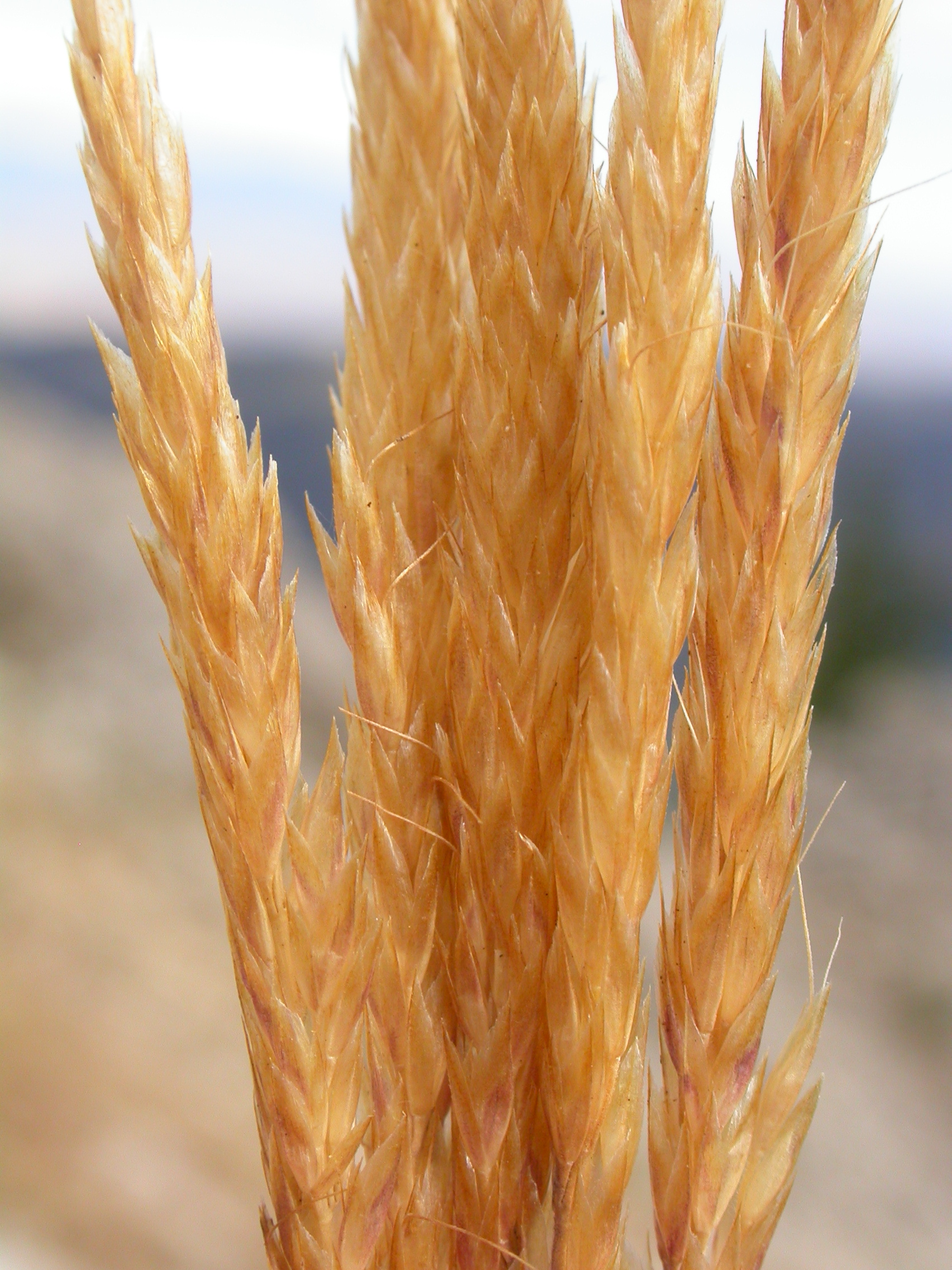
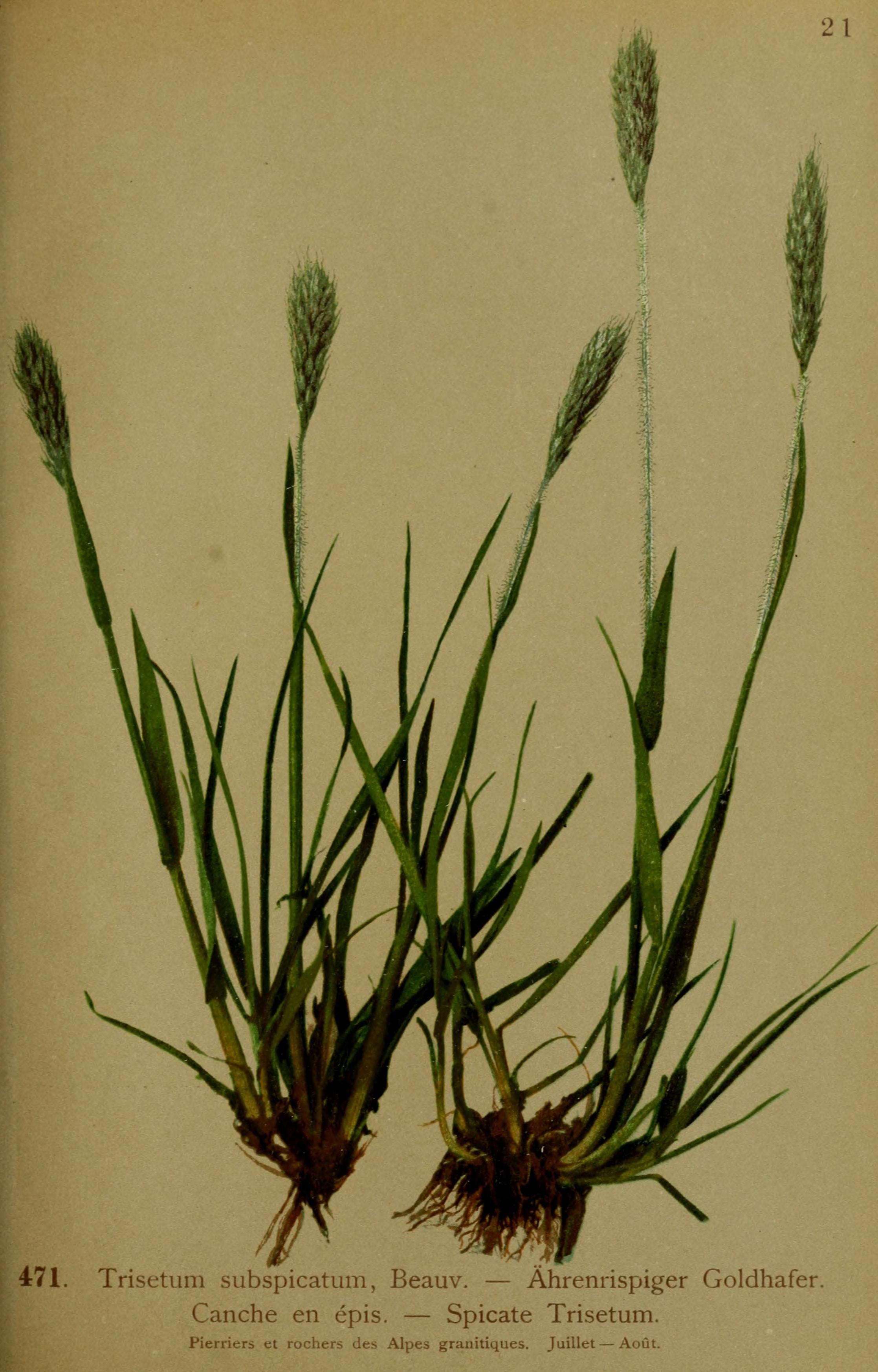